# 2016 في تايلاند
فيما يلي قوائم الأحداث التي وقعت خلال عام 2016 في تايلاند.

## سياسة

### تعيين في المنصب
- 13 أكتوبر – فاجيرالونغكورن ملك تايلاند.

### انتهاء فترة المنصب
- 13 أكتوبر – بوميبول أدولياديج ملك تايلاند.

## أفلام
من الأفلام التي صدرت هذه السنة في تايلاند:
- 1 يناير – المصدر الأسيوي من إخراج Daniel Zirilli  [لغات أخرى]‏.

## وفيات

### أبريل
- 23 أبريل – بانهارن سيلبا أرتشا (مواليد 1932)